# チープ・トリックat武道館
『チープ・トリックat武道館』（Cheap Trick at Budokan）は、チープ・トリックが1978年に行った武道館大ホール公演の模様を収録したライヴ・アルバム。1978年10月に日本で先行発売され、翌年には本国アメリカでも発売された。
『ローリング・ストーン』誌が選んだ「オールタイム・グレイテスト・アルバム500」と「オールタイム・ベスト・ライヴ・アルバム50」に於いて、それぞれ426位と13位にランクイン。

## 解説

### 日本公演
チープ・トリック初の日本公演は、1978年4月25日の福岡市九電記念体育館公演から始まり、26日に名古屋市公会堂、27日に大阪厚生年金会館、28日と30日に日本武道館、5月1日に静岡駿府会館という日程で行われた。当時、日本では既にチープ・トリックの人気は高く、バンドが空港に着くと、多くのファンに熱狂的に出迎えられ、バン・E・カルロスは後に「入国審査官たちも面食らっていた」と回想している。また、バンドがミニバスに乗って東京見物をしていると、ファンが乗ったタクシー10台ぐらいに追いかけられたという。『ローリング・ストーン』誌の記者もバンドに同行し、アメリカでは無名に近いバンドが日本で人気を得ていることについて、当時『ミュージック・ライフ』編集長だった東郷かおる子にインタビューを行った。
ライヴ・レコーディングは、CBSソニーの担当ディレクターだった野中規雄（間もなく子会社のEPICソニーに移籍）の発案で行われた。アルバム・タイトルには「武道館」とあるが、実際には、日本武道館公演と大阪厚生年金会館公演の音源を編集したもの。これについてプロデューサーのジャック・ダグラスは、送られて来た武道館の音源はテープの状態が酷く使い物にならず、横にあった大阪の音が最高ではないが悪く無かったためそちらを使った、武道館ライブの正体は大阪ライブだが、有名な「武道館」と「大阪」では響きが違うから、とテレビ番組のインタビューで述べている。セット・リスト19曲の中から、アルバム用に10曲が選ばれたが、ロビン・ザンダーによれば、意識的に日本人が好きそうな曲を選んだとのことで、ロビンはそれに関して「チープ・トリックのポップ・サイド」と表現している。過去3枚のアルバムからの7曲に加え、新曲「ルックアウト」「ニード・ユア・ラヴ」、ファッツ・ドミノのカヴァー「エイント・ザット・ア・シェイム」が収録された。

### 反響
1978年10月、EPICソニー（当時CBSソニーから独立したばかりの新レーベル）から日本盤が発売される。アメリカでも日本からの輸入盤レコードが評判となり、1979年2月には、アメリカのエピック・レコード本社からも正規にリリースされた。最終的には、全米4位という大ヒットとなり、チープ・トリックは本国でのブレイクを果たす。
「甘い罠」は、セカンド・アルバム『蒼ざめたハイウェイ』（1977年）からの楽曲だが、日本公演前には一旦セット・リストから外されており、担当ディレクターの野中が、同曲は日本のファンに人気の高い曲であることを進言したため、演奏されることとなった。オリジナル・ヴァージョンでは、ロビン・ザンダーが「cryin'」と歌う所でディレイがかけられていたが、日本公演では、ファンが合唱して再現していた様子が確認できる。同曲のライヴ・ヴァージョンは、本作からシングル・カットされ、全米7位のヒットを記録した。なお、1998年にスマッシング・パンプキンズが初の日本武道館公演を行った際、アンコールで「甘い罠」のカヴァーが演奏された。
1978年に発表されたボブ・ディランのライブアルバム『武道館』、及び1979年に発表されたチープ・トリックの武道館ライブアルバムはともに日本限定企画であったが、どちらも後になって世界的に発売されヒットとなった。こうしたことから、「武道館」の名は欧米において大規模コンサート会場の代名詞的存在となってゆく。

### ザ・コンプリート・コンサート
1998年、本作の20周年記念盤として、『チープ・トリックat武道館:ザ・コンプリート・コンサート』が発表された。ザ・ムーヴのカヴァー「カリフォルニア・マン」等、オリジナル盤では外された9曲が追加され、曲順も当時のセット・リストに準じて並べ替えられ、ライヴでのMCもノーカットで収録された内容。2008年には、DVD付きのエディションも日本発売された。

### 30周年記念コンサート
本作のライヴ・レコーディングから30年を経た2008年4月24日、チープ・トリックは日本武道館で、30周年記念コンサートを行った。当日のセット・リストの大半は、1978年の日本公演でも演奏された楽曲だった。

## 収録曲
特記なき楽曲はリック・ニールセン作。

### オリジナル盤
1. ハロー・ゼア - "Hello There" - 2:27
2. カモン、カモン - "Come On, Come On" - 3:17
3. ルックアウト - "Look Out" - 3:01
4. ビッグ・アイズ - "Big Eyes" - 3:56
5. ニード・ユア・ラヴ - "Need Your Love" (Rick Nielsen, Tom Petersson) - 8:46
6. エイント・ザット・ア・シェイム - "Ain't That a Shame" (Antoine Domino, Dave Bartholomew) - 5:09
7. 甘い罠 - "I Want You to Want Me" - 3:44
8. サレンダー - "Surrender" - 4:25
9. グッドナイト - "Goodnight" - 3:08
10. 今夜は帰さない - "Clock Strikes Ten" - 4:01

### ザ・コンプリート・コンサート

#### ディスク1
1. ハロー・ゼア - "Hello There" - 2:42
2. カモン、カモン - "Come On, Come On" - 2:59
3. エロ・キディーズ - "ELO Kiddies" - 3:57
4. スピーク・ナウ・オア・フォーエヴァー・ホールド・ユア・ピース - "Speak Now or Forever Hold Your Peace" (James Terence Reid) - 6:03
5. ビッグ・アイズ - "Big Eyes" - 3:49
6. ルックアウト - "Look Out" - 3:11
7. ダウンド - "Downed" - 4:38
8. キャント・ホールド・オン - "Can't Hold On" - 6:13
9. オー・キャロライン - "Oh Caroline" - 2:58
10. サレンダー - "Surrender" - 4:39
11. サヨナラ・グッバイ - "Auf Wiedersehen" (Rick Nielsen, Tom Petersson) - 4:09

#### ディスク2
1. ニード・ユア・ラヴ - "Need Your Love" (R. Nielsen, T. Petersson) - 8:54
2. ハイ・ローラー - "High Roller" (Robin Zander, T. Petersson, R. Nielsen) - 4:27
3. サザーン・ガールズ - "Southern Girls" (R. Nielsen, T. Petersson) - 3:53
4. 甘い罠 - "I Want You to Want Me" - 3:36
5. カリフォルニア・マン - "California Man" (Roy Wood) - 3:54
6. グッドナイト - "Goodnight" - 3:04
7. エイント・ザット・ア・シェイム - "Ain't That a Shame" (Antoine Domino, Dave Bartholomew) - 5:02
8. 今夜は帰さない - "Clock Strikes Ten" - 3:50

## 参加ミュージシャン
- ロビン・ザンダー - ボーカル、リズムギター
- リック・ニールセン - リードギター
- トム・ピーターソン - ベース
- バン・E・カルロス - ドラムス